# آندریا دی کورادو
آندریا دی کورادو (ایتالیایی: Andrea Di Corrado؛ زادهٔ ۱۳ اوت ۱۹۸۸ ‏(۳۶ سال)) دوچرخه‌سوار اهل ایتالیا است.